# Coupe de la CAF 1995
Navigation
Édition précédente Édition suivante
La Coupe de la CAF 1995 est la quatrième édition de la Coupe de la CAF. 
Elle voit le sacre du club de l'ES Sahel de Tunisie qui bat les Guinéens de l'AS Kaloum Star en finale, lors de cette quatrième édition de la Coupe de la CAF, qui est disputée par les vice-champions des nations membres de la CAF. Toutes les rencontres sont disputées en matchs aller et retour.
À noter que les équipes d'Éthiopie, du Kenya, de Madagascar, de Namibie et du Tchad sont disqualifiées, car leurs fédérations ont des dettes envers la CAF. Quant au club de Sport Club Atlético du Cap-Vert, elle est disqualifiée car la fédération cap-verdienne a inscrit le club hors délai.

## Premier tour
| Équipe 1                        | Résultat      | Équipe 2             | Aller | Retour |
| ------------------------------- | ------------- | -------------------- | ----- | ------ |
| AS Kaloum Star                  | 4e - 4        | Africa Sports        | 0 - 1 | 4 - 3  |
| Cape Town Spurs forfait         | -             | Arsenal FC           | -     | -      |
| Cotonsport Garoua               | 3 - 2         | Mogas 90             | 2 - 0 | 1 - 2  |
| InterStar                       | 1 - 4         | Asante Kotoko        | 1 - 0 | 0 - 4  |
| Prisons FC forfait              | -             | Ferroviario Maputo   | -     | -      |
| US Stade Tamponnaise            | 1 - 2         | Zamsure FC           | 1 - 1 | 0 - 1  |
| JS Bordj Menail                 | 6 - 3         | USFA Ouagadougou     | 5 - 1 | 1 - 2  |
| Sport Club Atlético disqualifié | -             | ES Sahel             | -     | -      |
| Kampala City Council            | 3 - 1         | Al Hilal Port-Soudan | 2 - 0 | 1 - 1  |
| Inter Club                      | 2 - 2 3-2 tab | Petrosport FC        | 0 - 2 | 2 - 0  |
| Malindi SC                      | 3 - 0         | Mbabane Swallows     | 2 - 0 | 1 - 0  |
| Djoliba AC                      | 2 - 1         | SM Sanga Balende     | 2 - 0 | 0 - 1  |

- À la suite des disqualifications d'équipes prononcées par la CAF, les équipes d'Agaza Lomé (Togo), Primeiro de Maio (Angola), Bendel Insurance et Shooting Stars FC (Nigeria) entrent directement en huitièmes de finale de la compétition.

## Huitièmes de finale
| Équipe 1          | Résultat      | Équipe 2             | Aller | Retour |
| ----------------- | ------------- | -------------------- | ----- | ------ |
| AS Kaloum Star    | 1 - 1 4-2 tab | Primeiro de Maio     | 1 - 0 | 0 - 1  |
| Asante Kotoko     | 2e - 2        | Arsenal FC           | 1 - 0 | 1 - 2  |
| Djoliba AC        | 2 - 1         | Shooting Stars FC    | 2 - 0 | 0 - 1  |
| JS Bordj Menail   | 3 - 3e        | ES Sahel             | 3 - 1 | 0 - 2  |
| Inter Club        | 2 - 1         | Bendel Insurance (T) | 2 - 0 | 0 - 1  |
| Malindi SC        | 3 - 0         | Kampala City Council | 1 - 0 | 2 - 0  |
| Cotonsport Garoua | 1 - 3         | Agaza Lomé           | 0 - 2 | 1 - 1  |
| Zamsure FC        | 1 - 2         | Ferroviario Maputo   | 1 - 1 | 0 - 1  |

## Quarts de finale
| Équipe 1      | Résultat | Équipe 2           | Aller | Retour |
| ------------- | -------- | ------------------ | ----- | ------ |
| ES Sahel      | 6 - 0    | Ferroviario Maputo | 3 - 0 | 3 - 0  |
| Malindi SC    | 2 - 0    | Agaza Lomé         | 0 - 0 | 2 - 0  |
| Djoliba AC    | 2 - 3    | Inter Club         | 0 - 2 | 2 - 1  |
| Asante Kotoko | 2 - 2e   | AS Kaloum Star     | 2 - 2 | 0 - 0  |

## Demi-finales
| Équipe 1   | Résultat      | Équipe 2       | Aller | Retour |
| ---------- | ------------- | -------------- | ----- | ------ |
| ES Sahel   | 1 - 1 4-3 tab | Malindi SC     | 1 - 0 | 0 - 1  |
| Inter Club | 0 - 2         | AS Kaloum Star | 0 - 1 | 0 - 1  |

## Finale
| Équipe 1       | Résultat | Équipe 2 | Aller | Retour |
| -------------- | -------- | -------- | ----- | ------ |
| AS Kaloum Star | 0 - 2    | ES Sahel | 0 - 0 | 0 - 2  |

## Vainqueur
| Coupe de la CAF Vainqueur 1995 |
| ------------------------------ |
| ES Sahel Premier titre         |